# Chróścin-Młyn
Chróścin-Młyn est une localité polonaise de la gmina de Bolesławiec, située dans le powiat de Wieruszów en voïvodie de Łódź.